# Japanska F3-mästerskapet 2013
Japanska F3-mästerskapet 2013 var den trettiofemte säsongen av det japanska F3-mästerskapet. 

## Resultat
| Omgång | Omgång | Bana                          | Datum        | Pole Position    | Snabbaste varv   | Vinnande förare  | Vinnande team       | Nationell vinnare   |
| ------ | ------ | ----------------------------- | ------------ | ---------------- | ---------------- | ---------------- | ------------------- | ------------------- |
| 1      | R1     | Suzuka Circuit                | 13 april     | Yuichi Nakayama  | Yuichi Nakayama  | Takamoto Katsuta | Petronas Team TOM'S | Mitsunori Takaboshi |
| 1      | R2     | Suzuka Circuit                | 14 april     | Yuichi Nakayama  | Yuichi Nakayama  | Yuichi Nakayama  | Petronas Team TOM'S | Mitsunori Takaboshi |
| 2      | R1     | Twin Ring Motegi              | 11 maj       | Yuichi Nakayama  | Yuichi Nakayama  | Yuichi Nakayama  | Petronas Team TOM'S | Mitsunori Takaboshi |
| 2      | R2     | Twin Ring Motegi              | 12 maj       | Yuichi Nakayama  | Yuichi Nakayama  | Yuichi Nakayama  | Petronas Team TOM'S | Mitsunori Takaboshi |
| 2      | R3     | Twin Ring Motegi              | 12 maj       |                  | Yuichi Nakayama  | Yuichi Nakayama  | Petronas Team TOM'S | Mitsunori Takaboshi |
| 3      | R1     | Okayama International Circuit | 29 juli      | Takamoto Katsuta | Takamoto Katsuta | Yuichi Nakayama  | Petronas Team TOM'S | Mitsunori Takaboshi |
| 3      | R2     | Okayama International Circuit | 30 juli      | Yuichi Nakayama  | Yuichi Nakayama  | Yuichi Nakayama  | Petronas Team TOM'S | Mitsunori Takaboshi |
| 4      | R1     | Fuji Speedway                 | 13 juli      | Yuichi Nakayama  | Takamoto Katsuta | Takamoto Katsuta | Petronas Team TOM'S | Nanin Indra-Payoong |
| 4      | R2     | Fuji Speedway                 | 14 juli      | Yuichi Nakayama  | Yuichi Nakayama  | Yuichi Nakayama  | Petronas Team TOM'S | Mitsunori Takaboshi |
| 5      | R1     | Twin Ring Motegi              | 3 augusti    | Yuichi Nakayama  | Yuichi Nakayama  | Yuichi Nakayama  | Petronas Team TOM'S | Mitsunori Takaboshi |
| 5      | R2     | Twin Ring Motegi              | 4 augusti    | Yuichi Nakayama  | Yuichi Nakayama  | Yuichi Nakayama  | Petronas Team TOM'S | Nanin Indra-Payoong |
| 6      | R1     | Sportsland SUGO               | 28 september | Yuichi Nakayama  | Yuichi Nakayama  | Yuichi Nakayama  | Petronas Team TOM'S | Mitsunori Takaboshi |
| 6      | R2     | Sportsland SUGO               | 29 september | Yuichi Nakayama  | Yuichi Nakayama  | Yuichi Nakayama  | Petronas Team TOM'S | Nanin Indra-Payoong |
| 7      | R1     | Fuji Speedway                 | 19 oktober   | Katsumasa Chiyo  | Katsumasa Chiyo  | Katsumasa Chiyo  | B-MAX Engineering   | Nanin Indra-Payoong |
| 7      | R2     | Fuji Speedway                 | 20 oktober   | Takamoto Katsuta | Katsumasa Chiyo  | Katsumasa Chiyo  | B-MAX Engineering   | Mitsunori Takaboshi |